# Велвендос
Велвендо́с (греч. Βελβεντός, до 1940 года — Βελβενδός) — малый город в Греции. Административный центр одноимённой общины в периферийной единице Козани в периферии Западная Македония. Расположен на высоте 428 м над уровнем моря, у подножья гор Пиерия, у водохранилища Полифитон на реке Альякмон. Население 3360 человек по переписи 2011 года.

## Сообщество Велвендос
Сообщество Велвендос (Κοινότητα Βελβενδού, с 1940 года — Κ. Βελβεντού) создано в 1918 году (ΦΕΚ 260Α). В сообщество входит село Палеограцанон. Население 3399 человек по переписи 2011 года. Площадь 55,234 км².
| Наименование  | Население (2011), человек |
| ------------- | ------------------------- |
| Велвендос     | 3360                      |
| Палеограцанон | 39                        |

## Население
| Год  | Население, человек |
| ---- | ------------------ |
| 1991 | 3570               |
| 2001 | 3453               |
| 2011 | ↘ 3360             |